# Deuteronilus Mensae
Le Deuteronilus Mensae sono una struttura geologica della superficie di Marte.